# Tokelaui nyelv
A tokelaui nyelv egy ausztronéz nyelvcsalád maláj-polinéz ágába, a polinéz nyelvekhez tartozik. Az angol mellett az óceániai Tokelau-szigetek hivatalos nyelve. 2004-es adatok szerint a világon mindössze 3242-en beszélik, Tokelau mellett főként Új-Zélandon.

## Kultúra
A Vaiana című egész estés Disney animációs film egyik zeneszerzője, Opetaia Foa'i anyanyelve, a film We know the way című dalában két refrén tokelaui nyelven hangzik el.